# حالة الجر
حالةُ الجرِّ (وتُختَصر أحيانًا بـ«gen») هي حالةٌ نحويةٌ تُميِّز كلمةً — غالبًا ما تكون اسماً — بوصفها مُعدِّلةً لكلمةٍ أخرى، والتي بدورها عادةً ما تكون اسمًا، مظهِرةً بذلك علاقةَ إضافةٍ بين الاسمين. قد تؤدي حالةُ الجرِّ أيضًا وظائفٍ أخرى؛ فبعضُ الأفعال قد تتطلب أن تأتيَ أطرافُها في حالةِ الجرِّ، وقد تُؤدِّي حالةُ الجرِّ استعمالاتٍ ظرفيةً أيضًا.
تندرج «الإضافة» تحت مظلّةِ حالةِ الجرِّ، لكنها فئةٌ أوسع. إنَّ وضعَ الاسمِ المُعدِّلِ في حالةِ الجرِّ هو إحدى الطُرُق للدلالة على ارتباطِه باسمٍ رئيسٍ في تركيبٍ إضافيّ؛ غيرَ أنَّ هناك طرقًا أخرى للتعبير عن نفسِ العلاقة. فعلى سبيل المثال، كثيرٌ من اللغات الأفروآسيوية تجعلُ الاسمَ الرئيسَ (بدلاً من الاسمِ المُعدِّل) في حالةِ الإضافة.
تُعَدُّ تراكيبُ الملكية (بما في ذلك حالةُ الملكية) أنواعًا فرعيّةً من تركيبِ الجرِّ. فمثلاً، تركيبُ الجرِّ «pack of dogs» مشابهٌ —لكن ليس مطابقًا تمامًا— لمعنى صيغةِ الملكية «dogs' pack»، كما أنَّ أيًّا منهما لا يُعدُّ قابلاً للاستبدالِ التامِّ بتركيبٍ مثل «dog pack» الذي لا يُصنَّف لا كمجرورٍ ولا كمملوك.
تُعدُّ الإنجليزيةُ الحديثة مثالًا على لغةٍ تتبنّى صيغةَ الملكية بدلاً من حالةِ جرٍّ تقليدية؛ إذ تُشيرُ الإنجليزيةُ الحديثةُ إلى تركيبِ الجرِّ إمّا بواسطةِ اللاحقةِ الملكيةِ (الكلِيتِيك) «'s» أو عبرَ تركيبةٍ إضافيةٍ بحرفِ الجرِّ «of». ومع ذلك، لبعضِ الضمائرِ الإنجليزيةِ الشاذةِ صيغُ مملوكةٍ يُمكنُ في كثيرٍ من الأحيان وصفُها بأنها جرّية.
أسماءُ الكوكباتِ الفلكيةِ تملكُ صيغًا جرّيةً تُستخدمُ في تسمياتِ النجوم. على سبيل المثال، النجمُ الموجودُ في كوكبةِ الجبارِ — الذي تُعرضُ له الصيغةُ اللاتينيةُ الجرّيةُ «Orionis» — يُعرَف أيضًا باسمِ Delta Orionis أو 34 Orionis.
توجدُ حالةُ الجرِّ في العديدِ من اللغاتِ، منها: الألبانية، والعربية، والأرمينية، والباسكية، والدنماركية، والهولندية، والإستونية، والفنلندية، والجورجية، والألمانية، واليونانية، والقوطية، والمجرية، والآيسلندية، والأيرلندية، والكنادية، واللاتينية، واللاتفية، والليتوانية، والماليالامية، والنيبالية، والرومانية، والسنسكريتية، والغيلية الاسكتلندية، والسويدية، والتاميلية، والتيلغوية، وجميعُ اللغاتِ السلافيةِ ما عدا المقدونية، ومعظمُ اللغاتِ التركّية.

## طالع أيضًا
- إضافة (لغة)
- صيغة الملكية